# Ramil Gulijev

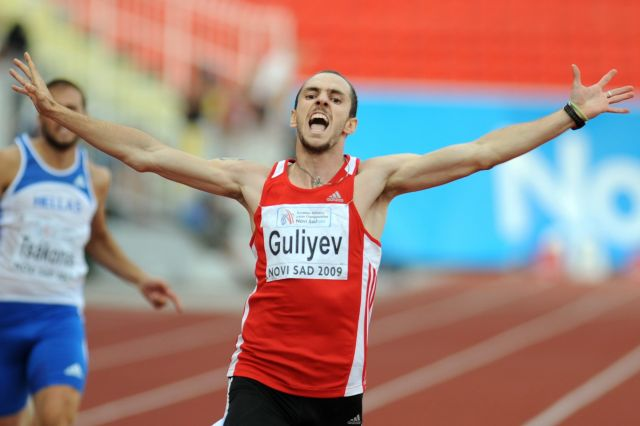
Gulijev i Novi Sad 2009

Ramil Gulijev, född den 29 maj 1990 i Baku, är en azerbajdzjanskfödd turkisk friidrottare som tävlar i kortdistanslöpning. Sedan år 2011 representerar han Turkiet.

## Karriär
Gulijev blev silvermedaljör vid VM för ungdomar 2007 på 200 meter. Han var i final vid VM för juniorer 2008 där han slutade på femte plats. Han deltog vid Olympiska sommarspelen 2008 där han blev utslagen i kvartsfinalen. 
Vid Universiaden 2009 vann han guld på 200 meter. Han var i final på 60 meter vid inomhus-EM 2009 där han blev sjua. Han deltog vid VM 2009 där han var i final på 200 meter och slutade på sjunde plats. 

### Nationsbyte
Under början av år 2011 valde Gulijev att byta nation till Turkiet, något som blev mycket uppmärksammat i Azerbajdzjan.

## Personliga rekord
- 60 meter - 6,66
- 100 meter - 10,08
- 200 meter - 19,76